# Danijel Petković
Danijel Petković (* 25. Mai 1993 in Kotor) ist ein montenegrinischer Fußballtorwart, der beim Kisvárda FC unter Vertrag steht.

## Karriere

### Verein

#### Anfänge in Osteuropa
Petković begann seine fußballerische Karriere in Montenegro beim FK Bokelj. Sein Debüt feierte er am 18. August 2013 (1. Spieltag), als er als Kapitän auflief und bei einem 1:0-Sieg ohne Gegentor blieb. Am Ende der Saison wurde man Meister der 2. CFL und Petković lief zehnmal auf, bekam nur zwei Gegentore und blieb in acht Spielen ohne Gegentor. Im Sommer 2014 wechselte er in die 1. CFL zum FK Zeta Golubovci. Er debütierte am 23. August 2014 (3. Spieltag) bei einem 3:0-Sieg gegen Mogren Budva. In der gesamten Saison spielte er 26 Mal und war somit absolute Stammkraft im Tor. Nach einer Saison dort folgte der Wechsel zum FK Lovcen Cetinje. Auch bei Cetinje war er der erste Torhüter und debütierte am 8. August 2015 (1. Spieltag) gegen seinen Exverein dem FK Bokelj. Insgesamt lief er 31 Mal in der Liga auf und blieb dabei in neun Spielen zum Einsatz. Zur Folgesaison wechselte er nach Ungarn zum MTK Budapest, nachdem er noch fünfmal in der 1. CFL auflief. In der ungarischen Hauptstadt war er ebenfalls Stammspieler und gab am 10. September 2016 (8. Spieltag) gegen Ferencváros Budapest. Die gesamte Saison über stand er 26 Mal zum Einsatz und blieb erneut achtmal ohne Gegentor.

#### Wechsel nach Frankreich
Im Sommer 2017 wechselte er für 300 Tausend Euro nach Frankreich zum FC Lorient, wo er auf Anhieb Stammspieler war. Sein Debüt gab er am 29. Juli 2017 (1. Spieltag) gegen die US Quevilly. In der gesamten Saison spielte er in 37 Spielen. In der Folgesaison verlor er, nach 10 Spielen zu Beginn der Saison, seinen Stammplatz bei Lorient. Im Sommer 2019 wechselte er für 900 Tausend Euro in die Ligue 1 zum SCO Angers. Bei Angers war er auch nicht die Erstbesetzung und debütierte erst am 24. Februar 2020 (23. Spieltag) gegen die AS Monaco. In der gesamten Saison kam er in der Liga zweimal zum Einsatz und war der Torwart im Pokal. In der Saison 2020/21 war er nur noch der dritte Torwart und kam bislang kein Mal zum Einsatz. Im Sommer 2022 lief sein Vertrag in Angers aus.

### Nationalmannschaft
Petković kam, nach ein paar Einsätzen für Juniorenteams, am 26. Mai 2014 bei einem Testspiel gegen den Iran das erste Mal für die A-Nationalmannschaft zum Einsatz, als er in der letzten Minute noch Mladen Bozović ersetzen musste. Sein nächster Einsatz war erst 2017, aber anschließend war er Stammtorwart von Montenegro und spielte bislang 23 Spiele in unter anderem Nations League, EM- und WM-Qualifikationen.

## Erfolge
- Meister der 2. CFL: 2011, 2014
- Vize-Meister der 2. CFL: 2013